# Тело, Кристофер
Кристофер Нилссон Тело (швед. Christopher Nilsson Telo; 4 ноября 1989, Лондон, Англия) — шведский футболист, защитник клуба «Норрчёпинг».
Тело родился в Лондоне в семье шведки и португальца. Позже они переехали на родину матери.

## Клубная карьера
Тело — воспитанник клуба «Норрчёпинг». В 2007 году он дебютировал в Суперэттан за основной состав. По итогам сезона клуб вернулся в элиту. 5 мая 2008 года в матче против ГАИСа он дебютировал в Аллсенскан лиге. 9 ноября в поединке против «Хаммарбю» Кристофер забил свой первый гол за «Норрчёпинг». В 2015 года Тело помог команде выиграть чемпионат. Летом 2017 года Кристофер перешёл в норвежский «Мольде». 17 сентября в матче против «Викинга» он дебютировал в Типпелиге.

## Достижения
Командные
 «Норрчёпинг»
- Чемпионат Швеции по футболу — 2015
- Обладатель Суперкубка Швеции — 2015